# Suspect - Presunto colpevole
Suspect - Presunto colpevole (Suspect) è un film del 1987 diretto da Peter Yates.

## Trama
L'avvocata Kathleen Riley è chiamata a difendere d'ufficio Carl Wayne Anderson, un reduce della guerra del Vietnam accusato di aver ucciso una donna, Elizabeth Quinn, il cui cadavere è stato ritrovato sulla sponda del fiume Potomac, con la gola tagliata da sinistra verso destra (taglio destrorso). I suoi effetti personali, la sua borsa, il suo portamonete, contenente la modesta cifra di nove dollari, vengono rinvenuti nel nascondiglio di Anderson dalla polizia di Washington D.C. assieme a un coltello, possibile arma del delitto. Pochi giorni prima, un giudice della Corte Suprema, per la quale Quinn lavorava come segretaria, era stato rinvenuto suicida per arma da fuoco.
Anderson viene trattato con durezza dopo il suo arresto, e ferito dai poliziotti, ma Riley capisce ben presto che Anderson non è un minorato mentale, ma solo un sordomuto con shock post-traumatico dovuto agli orrori della guerra. Comunica con lui scrivendo su fogli di carta, trattandolo con gentilezza. Anderson aveva contratto la meningite che l'aveva reso sordo, e il mutismo era derivato dalle turbe mentali.
Durante l'esame della giuria, Riley incontra un giurato particolarmente acuto, Eddie Sanger, un ottimo osservatore, che difatti lavora come mediatore e "portaborse" al Congresso. Sanger spera di essere scartato per poter tornare al suo lavoro, ma viene accolto in giuria. Nel frattempo il giudice Helms chiede a un collega di poter supervisionare il caso, sostenendo che il giudizio sarebbe stato breve e lui sarebbe stato così libero di potersi dedicare alla sua auspicata nomina alla Corte Suprema. Helms non dà un attimo di tregua a Riley, che pur tenendo in aula comportamenti poco ligi al regolamento, tenta in ogni modo di dimostrare l'innocenza del suo cliente, come il fargli afferrare al volo un oggetto, cosa che Anderson fa con la mano sinistra, dimostrando di essere mancino, e che quindi non poteva aver inflitto un taglio destrorso.
Sanger prende in simpatia l'avvocato Riley e la causa di Anderson, e tenta in ogni modo di aiutarla, fino a sconfinare nell'illegalità, avendo continui colloqui, telefonate e perfino effusioni con lei. Sospettando, ma non potendo dimostrare nulla, il giudice Helms riunisce la giuria in un albergo, in modo che non abbia rapporti con l'esterno. Avvocato e giurato battono diverse piste, una delle quali è l'auto di Quinn, ancora nel parcheggio, nella cui autoradio Riley trova una cassetta con una dichiarazione del giudice suicidatosi il quale ammette di essere stato corrotto anni addietro in un importante processo a un personaggio politico. Il procuratore in quel processo era proprio il giudice Helms.
Eddie Sanger ricorda poi che la targa dell'auto di Helms fa parte della nota del parcheggio dove era ancora rimasta l'auto di Elizabeth Quinn. Comprende subito che il giudice Helms è coinvolto e vuole avvisare Kathleen Riley, e per uscire dall'albergo fa scattare l'allarme antincendio. Eddie salva Kathleen da un aggressore, che si scoprirà essere il giudice Helms, il quale viene ferito alla mano destra. Durante la sessione successiva Riley convoca il procuratore Gray e come testimone il giudice Helms, palesemente contro ogni regola. Durante una stringente e incalzante accusa, Riley dimostra che Helms ha ucciso Elizabeth Rose Quinn perché in possesso dell'audiocassetta che ne rivelava la compromissione. Il procuratore Gray assiste e sarà suo compito prendere provvedimenti. Il giudice Helms china il capo di fronte alle accuse ammettendo implicitamente la sua colpa.
Finito il processo Riley viene lodata dai colleghi per la sua audacia e - non più vincolata dalle regole legali - può dimostrare a Sanger il suo interesse.